# Albrecht Woeste
Albrecht Woeste (* 30. Oktober 1935 in Düsseldorf) ist ein deutscher Unternehmer und Sportfunktionär.

## Leben
Angetrieben durch die Entwicklung des Herstellungsverfahrens für nahtlose Stahlrohre der Gebrüder Mannesmann wurde Düsseldorf Ende des 19. Jahrhunderts zu einem Zentrum der Röhrenindustrie. Woestes Großvater Richard stellte die hierfür nötigen Verbindungsstücke, Fittings und Flansche, her und gründete zu diesem Zweck 1893 die Firma Richard Woeste & Co in Düsseldorf. Sein Sohn Reinhold, Vater von Albrecht Woeste, führte die Firma erfolgreich fort und heiratete außerdem Ellen Lüps, eine Enkelin von Fritz Henkel, dem Begründer des Henkel-Konzerns. Nachdem er 1956 sein Abitur am Humboldt-Gymnasium Düsseldorf gemacht hatte, studierte er an der Technischen Hochschule Berlin mit Abschluss 1961 als Wirtschaftsingenieur. Anschließend trat Albrecht Woeste 1963 in den elterlichen Betrieb ein, dessen Führung er dann 1969 übernahm. Von 1990 bis 2009 war er außerdem Aufsichtsratsvorsitzender und Vorsitzender des Gesellschafterausschusses von Henkel. Daneben war er von 1991 bis 1999 Präsident der Industrie- und Handelskammer Düsseldorf und ist seitdem ihr Ehrenpräsident.
Nachdem er sein Haus in seiner eigenen Firma und bei Henkel bestellt hatte, wollte Albrecht Woeste seine umfangreichen Wirtschaftserfahrungen beim Fußball und ganz besonders beim Galopprennsport einbringen. Letzterer befindet sich nach einer gescheiterten Strukturreform, stark gesunkenen Wettumsätzen und kaum mehr vorhandenen Medienpräsenz in der schwersten Krise seiner Geschichte. In dieser Lage ließ sich Woeste am 11. März 2009 als Nachfolger von Jochen Borchert zum Präsidenten des Direktoriums für Vollblutzucht und Rennen (DVR) wählen. Gegen den Widerstand zahlreicher Widersacher initiierte er das Projekt German Racing, an dem sich Fans und Aktive des Galoppsports finanziell beteiligen sollten, um den führenden Wettvermittler Racebets.com mehrheitlich zu übernehmen. Dadurch beabsichtigt man Internetwetten, die bislang an Buchmacher in Steuerparadiesen und damit am Rennsport vorbeigeflossen sind, in den Totalisator der Rennvereine umzuleiten. Insgesamt beteiligten sich an diesem für den deutschen Sport einmaligen Projekt 397 Investoren mit einer Gesamtsumme von über 4 Mio. Euro.
Am 25. August 2009 wurde Albrecht Woeste in den Aufsichtsrat seines Heimatvereins Fortuna Düsseldorf gewählt. Darüber hinaus ist er stellvertretender Vorsitzender im Vorstand des Industrie-Club Düsseldorf, und war langjähriger Vorsitzender des Ehemaligenvereins seiner ehemaligen Schule.
Woeste ist seit 1963 mit Renate, geborene Röpke, verheiratet.
Er hat vier Söhne, von denen Gerrit die Verantwortung im väterlichen Unternehmen im Jahr 2000 übernahm.

## Auszeichnungen
- 1992 Bundesverdienstkreuz (1. Klasse)
- 2001 Großes Bundesverdienstkreuz
- 2003 Großer Ehrenring der Stadt Düsseldorf
- 2015 Ehrenbürger der Stadt Düsseldorf

## Belege
1. ↑   Industrie Club Düsseldorf / Vorstand (Memento vom 18. Mai 2014 im Internet Archive), Letzter Zugriff 10. Februar 2012

| Personendaten    | Personendaten                             |
| ---------------- | ----------------------------------------- |
| NAME             | Woeste, Albrecht                          |
| ALTERNATIVNAMEN  | Wöste, Albrecht                           |
| KURZBESCHREIBUNG | deutscher Unternehmer und Sportfunktionär |
| GEBURTSDATUM     | 30. Oktober 1935                          |
| GEBURTSORT       | Düsseldorf                                |